# بارتاو (فلوریدا)
بارتاو (به انگلیسی: Bartow) شهری در شهرستان پولک ایالت فلوریدا است که در سال ۱۸۸۲ بنیان‌گذاری شده‌است. این شهر طبق سرشماری سال ۲۰۱۰ میلادی، ۱۷٬۲۹۸ نفر جمعیت داشته و مساحت آن نیز ۱۳۵٫۶ کیلومتر مربع است.